# Вихни
Вихни (пол. Wychny) — село в Польщі, у гміні Кросневиці Кутновського повіту Лодзинського воєводства.
Населення — 117 осіб (2011).
У 1975-1998 роках село належало до Плоцького воєводства.

## Демографія
Демографічна структура станом на 31 березня 2011 року:
|          | Загалом | Допрацездатний вік | Працездатний вік | Постпрацездатний вік |
| -------- | ------- | ------------------ | ---------------- | -------------------- |
| Чоловіки | 57      | 5                  | 50               | 2                    |
| Жінки    | 60      | 9                  | 32               | 19                   |
| Разом    | 117     | 14                 | 82               | 21                   |